# 乌鲁木齐市第十三中学
43°47′15″N 87°38′01″E / 43.78737°N 87.63372°E
乌鲁木齐市第十三中学，是中国新疆的一所公立中学，位于新疆维吾尔自治区乌鲁木齐市天山区幸福路370号。

## 特色
1973年学校建立，为乌鲁木齐市属完全中学。1982年，经乌鲁木齐市人民政府批准，学校高中部改为乌鲁木齐市师范职业学校。2002年7月，学校幼师部整体搬迁并与乌鲁木齐市师范学校合并，十三中学则成为全日制汉语系初级中学，隶属乌鲁木齐市教育局管辖。
2014年，学校代表新疆参加第二届《中国汉字听写大会》。